# Oça dos Rios

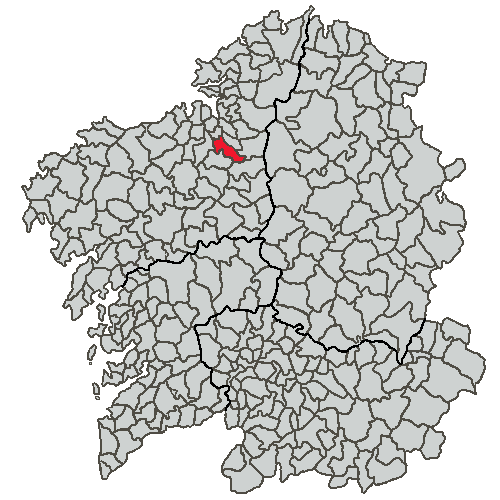
Localização de Oza dos Ríos

Oça dos Rios (em galego, Oza dos Ríos; e em espanhol, Oza de los Ríos) é um antigo município da Espanha na província
da Corunha,
comunidade autónoma da Galiza, de área 70,9 km² com população de 3203 habitantes (2007) e densidade populacional de 43,59 hab/km².
O 6 de junho de 2013 fundiu-se com Cesuras criando o novo município de Oza-Cesuras.

## Demografia
| Variação demográfica do município entre 1991 e 2004 | Variação demográfica do município entre 1991 e 2004 | Variação demográfica do município entre 1991 e 2004 | Variação demográfica do município entre 1991 e 2004 |
| --------------------------------------------------- | --------------------------------------------------- | --------------------------------------------------- | --------------------------------------------------- |
| 1991                                                | 1996                                                | 2001                                                | 2004                                                |
| 3338                                                | 3263                                                | 3151                                                | 3154                                                |